# Jonathan Stenbäcken
Jonathan Stenbäcken (* 7. Januar 1988 in Vårgårda) ist ein ehemaliger schwedischer Handballspieler. Er wurde auf der Position linker Rückraum eingesetzt.

## Vereinslaufbahn
Bis zum Sommer 2011 stand Stenbäcken bei IK Sävehof unter Vertrag. Mit Sävehof spielte er von 2006 bis 2010 fünfmal in Folge im EHF-Pokal. In der Saison 2011/12 spielte er beim deutschen Bundesligisten Füchse Berlin, im Sommer 2012 wechselte er zum Ligarivalen MT Melsungen. 2014 ging er in seine Heimat zurück und schloss sich dem Klub IFK Kristianstad an. Mit Kristianstad gewann er 2015 die schwedische Meisterschaft. Im Sommer 2015 kehrte er nach Deutschland zurück und spielte beim TBV Lemgo, bei dem er einen Zweijahresvertrag unterschrieb. Ab dem Sommer 2017 stand er beim dänischen Erstligisten Skjern Håndbold unter Vertrag. Mit Skjern gewann er 2018 die dänische Meisterschaft. Im Sommer 2021 kehrte er nach Sävehof zurück. Mit Sävehof gewann er 2022 den schwedischen Pokal. Nach der Spielzeit 2021/2022 beendete er seine Spielerkarriere.

### Statistik
| Saison  | Verein           | Spielklasse    | Spiele | Tore | davon Siebenmeter |
| ------- | ---------------- | -------------- | ------ | ---- | ----------------- |
| 2011/12 | Füchse Berlin    | Bundesliga     | 15     | 15   | 0                 |
| 2012/13 | MT Melsungen     | Bundesliga     | 21     | 49   | 0                 |
| 2013/14 | MT Melsungen     | Bundesliga     | 34     | 60   | 0                 |
| 2014/15 | IFK Kristianstad | Handbollsligan | 24     | 65   | ?                 |
| 2015/16 | TBV Lemgo        | Bundesliga     | 31     | 64   | 0                 |
| 2016/17 | TBV Lemgo        | Bundesliga     | 27     | 50   | 0                 |
| 2017/18 | Skjern Håndbold  | Håndboldligaen | 23     | 28   | 0                 |
| 2018/19 | Skjern Håndbold  | Håndboldligaen | 26     | 33   | 0                 |
| 2019/20 | Skjern Håndbold  | Håndboldligaen | 24     | 18   | 0                 |
| 2020/21 | Skjern Håndbold  | Håndboldligaen | 29     | 43   | 0                 |
| 2021/22 | IK Sävehof       | Håndboldligaen | 35     | 54   | 5                 |

(Stand: 30. Juni 2022)

## Nationalmannschaft
Jonathan Stenbäcken stand im Aufgebot der schwedischen Nationalmannschaft, mit der er an der Weltmeisterschaft 2009 in Kroatien und an der Europameisterschaft 2012 in Serbien teilnahm. Weiterhin nahm er an den Olympischen Spielen 2016 in Rio de Janeiro teil.

## Manager
Nach dem Ende seiner Karriere als Spieler im Jahr 2022 übernahm Stenbäcken das Management der Erstligateams bei IK Sävehof.